# Лайтсторм Ентъртейнмънт
„Лайтсторм Ентъртейнмънт“ е американска независима филмова компания, създадена през 1990 г. от американския режисьор Джеймс Камерън и продуцента Лорънс Касаноф. По-голямата част от филмите са разпространявани и притежавани от „Туентиът Сенчъри Студиос“. Неговите продукции включват филмите на Камерън – „Терминатор 2: Денят на страшния съд“, „Титаник“ и „Аватар“; Камерън е наел други режисьори за продуциране и режисиране на филми под знака на Lightstorm.
През 1995 г. компанията има сделка за пръв поглед с „Туентиът Сенчъри Фокс“.
Логото на компанията изобразява стрелец, използващ мълния като стрела.

## Филми
| Заглавие                              | Премиера            | Режисьор         | Сценарист | Разпространител                                                                            | Копроизводствени компании                                                                    | Бюджет           | Приходи (световно) | Източници |
| ------------------------------------- | ------------------- | ---------------- | --- | ------------------------------------------------------------------------------------------ | -------------------------------------------------------------------------------------------- | ---------------- | ------------------ | --------- |
| „Терминатор 2: Денят на страшния съд“ | 3 юли 1991 г.       | Джеймс Камерън   | Джеймс Камерън Уилям Уишър | TriStar Pictures                                                                           | Carolco Pictures Pacific Western Productions                                                 | $94–102 милиона  | $520.8 милиона     | [ 6 ]     |
| „Бездната: Специално издание“         | 26 февруари 1993 г. | Джеймс Камерън   | Джеймс Камерън | 20th Century Fox                                                                           | Pacific Western Productions                                                                  | $43–47 милиона   | $89.8 милиона      | [ 7 ]     |
| „Истински лъжи“                       | 15 юли 1994 г.      | Джеймс Камерън   | Сценарий: Джеймс Камерън Сюжет: Рандъл Фрейкс Джеймс Камерън | 20th Century Fox (Съединените щати) Universal Pictures (в световен мащаб)                  | N/A                                                                                          | $100–120 милиона | $378.9 милиона     | [ 8 ]     |
| „Странни дни“                         | 6 октомври 1995 г.  | Катрин Бигелоу   | Сценарий: Джеймс Камерън Джей Кокс Сюжет: Джеймс Камерън | 20th Century Fox (Съединените щати) Universal Pictures (в световен мащаб)                  | N/A                                                                                          | $42 милиона      | $8 милиона         | [ 9 ]     |
| „Титаник“                             | 19 декември 1997 г. | Джеймс Камерън   | Джеймс Камерън | Paramount Pictures (Съединените щати) 20th Century Fox (в световен мащаб)                  | N/A                                                                                          | $200 милиона     | $2.187 милиарда    | [ 10 ]    |
| „Соларис“                             | 29 ноември 2002 г.  | Стивън Содърбърг | Сценарий: Стивън Содърбърг по романа на: Станислав Лем | 20th Century Fox                                                                           | N/A                                                                                          | $47 милиона      | $30 милиона        | [ 11 ]    |
| „Аватар“                              | 18 декември 2009 г. | Джеймс Камерън   | Джеймс Камерън | 20th Century Fox                                                                           | Dune Entertainment Ingenious Film Partners                                                   | $237 милиона     | $2.84 милиарда     | [ 12 ]    |
| „Алита: Боен ангел“                   | 14 февруари 2019 г. | Робърт Родригез  | Сценарий: Джеймс Камерън Лаета Калогридис по мангата Gunnm от: Юкито Киширо                                                                                              | 20th Century Fox                                                                           | Troublemaker Studios TSG Entertainment                                                       | $170 милиона     | $404.9 милиона     | [ 13 ]    |
| „Терминатор: Мрачна съдба“            | 1 ноември 2019 г.   | Тим Милър        | Сценарий: Дейвид С. Гойър Джъстин Роудс Били Рей Сюжет: Джеймс Камерън Чарлс Егли Джош Фрийдман Дейвид С. Гойър Джъстин Роудс по героите на: Джеймс Камерън Гейл Ан Хърд | Paramount Pictures (Съединените щати) Уолт Дисни Студиос Моушън Пикчърс (в световен мащаб) | Buena Vista International 20th Century Fox Skydance Media Tencent Pictures TSG Entertainment | $185–196 милиона | $261.1 милиона     | [ 14 ]    |